# La Grenouille
La Grenouille ist ein regionales, zweisprachiges Theaterzentrum für junges Publikum in Biel/Bienne (CH).

## Geschichte
Es wurde 1985 als Froschtheater/Théâtre de la grenouille (heute: La Grenouille) von den Schweizerinnen Charlotte Huldi, Käthi Vögeli, dem Australier Arthur Baratta und dem Österreicher Alexander Melach gegründet. Die Gruppe lernte sich während der Ausbildung an der Theaterschule Jaques Lecoq in Paris kennen. Zunächst bestand eine freie, professionelle und dreisprachige Gruppe, ohne feste räumliche, oder organisatorische Strukturen. Erste Projekte als sogenannte Animationsstücke wurden in Primarschulen (Region Basel) für und mit Kindern realisiert.
1988 war die Gründung des Vereins Théâtre de la grenouille mit dem Ziel, „qualitativ gute und künstlerisch wertvolle Inszenierungen für Kinder, Jugendliche und Erwachsene produzieren“ (Charlotte Huldi), aber auch um eine Finanzierung zu sichern. Gründungsmitglieder waren Charlotte Huldi, Arthur Baratta und Jacques Zwahlen. Erste Unterstützungen waren durch die Stadt Biel, den Kanton Bern und die Pro Helvetia.
Ab Ende der 1980er Jahre gab es Tourneen durch die Schweiz, insbesondere Seenland, Berner Jura, aber auch nach Deutschland, und Österreich.
Eine erste Retrospektive über das Schaffen der Jahre 1988 bis 1991 gab es mit Aufführungen im Rennweg 26, dem Gaskessel / Chessu / La Coupole der Aula des  Gymnasiums Biel-Seeland und dem Théâtre de poche.
Weitere Erfolge und Etablierung erfolgten in der regionalen Kulturlandschaft. Jaques Zwahlen verliess Anfang 1992 das künstlerische Leitungsteam, neu dazu kam Brigitte Andrey, die künstlerisch beratend tätig ist.
La Grenouille gehörte 1995  zu den Gründungsmitgliedern der Genossenschaft Rennweg 26 in Biel/Bienne. Hier war die erste feste Proben- und Spielstätte.
Neben dem Aufführungsort Rennweg 26 erweiterte das La Grenouille seine Spielorte und ging Kooperationen mit der Bieler Kulturszene ein; darunter mit dem für die Stadt Biel geschichtsträchtigen Gaskessel / Chessu / La Coupole, dem Berufsbildungszentrum Biel-Bienne (BBZ), und dem Gymnasium Biel-Seeland.
Die stetige Professionalisierung des zweisprachigen Theaterbetriebs benötigte zunehmend grössere finanzielle Unterstützung. Trotz konstanter Finanzierung durch die Stadt Biel und den Kanton Bern, Beiträge durch Vereinsmitglieder, wie auch durch private Stiftungen und Gönnerschaften kämpfte das Theater, vor allem in den Anfangsjahren, mit der finanziellen Sicherheit. „Wir streben eine Erhöhung der Subvention an und wollen erreichen, dass die künstlerische Arbeit in Zukunft in Zyklen und Konzepten von drei Jahren finanziell gesichert ist.“ (Charlotte Huldi) Die wiederkehrenden Bestrebungen für eine konstante Finanzierung zeigten auch, dass das Theater für junges Publikum (Theater für Kinder) in der Schweiz nach wie vor um wertschätzende Sichtbarkeit innerhalb der darstellenden Künste kämpfen muss.
2005 war das 20-jähriges Jubiläum des Theaters mit Business à 3 (und auch Suspense aus dem Jahr 1988, oder Eye of the Storm 2011) neben Stücken für junges,- eine Produktion für erwachsenes Publikum.
2012 gab es, wie schon 1997  gemeinsam mit dem Verein à propos – Gastspiele für junges Publikum Biel / spectacles jeune public Bienne, Kollaboration beim nationalen Theaterfestival für junges Publikum SPOT der Assitej (ehemals Astej). 2015 folgte das 30-jähriges Jubiläum des Theaters.
Ab 2016 war La Grenouille als kulturelle Institution von regionaler Bedeutung anerkannt und folglich von der Stadt Biel, vom Kanton Bern und den Regionsgemeinden BSJB Kultur Culture mit einem Leistungsvertrag unterstützt.  2019 gab Arthur Baratta die künstlerische Co-Leitung ab, als Schauspieler wurde er weiterhin sporadisch beschäftigt.
2020 wurde aus Théâtre de la grenouille  das La Grenouille Theaterzentrum für junges Publikum / Centre théâtre jeune public.

## Künstlerische Ausrichtung / Zweisprachige Theaterarbeit
Gegenstand der künstlerischen Auseinandersetzungen bilden sowohl gegenwärtige Stoffe und Geschichten, wie auch das Adaptieren von Romanen, oder zeitgenössische Bearbeitungen klassischer Stücke. Im Zentrum dabei steht jeweils die Blickwinkel und Realitäten der Kinder und Jugendlichen auf und in der Gesellschaft.
Die Arbeiten des Theaters zeichnen sich durch das konsequente Zusammenspiel der künstlerischen Mittel Musik, Bild, Sprache(n), Bühnengestaltung und einem besonderen Fokus auf das physische Spiel aus.
Nicht nur durch seinen Standort in der zweisprachigen Stadt Biel/Bienne wird der künstlerische Fokus auf die zweisprachige Theaterarbeit gelegt. Auch biografisch bedingt setzt sich die Theaterarbeit, von der ersten Stunde an, mit dem Aufeinandertreffen verschiedener Sprachen und deren kulturellen Bedingungen auseinander.
Je nach Produktion wird die Art und Weise, wie die Zwei- oder Mehrsprachigkeit umgesetzt wird, neu definiert. Dabei werden zwei Modelle verfolgt: eine eigenständige Sprachversion des jeweiligen Stückes in Deutsch und Französisch mit dem gleichen Interpretenensemble, oder eine mehrsprachige Version des Stückes, welches je nach Sprachregion (auf Tournee) angepasst werden kann.
Mit dem Prix du bilinguisme (2024) wird die langjährige und konsequent zwei- und mehrsprachigen Theaterarbeit gewürdigt. „Dabei führt La Grenouille das Publikum an sein offenes Verständnis im Umgang mit Sprache heran: 'Verstehen, nicht verstehen, hören, erahnen was der andere sagt. Wir möchten, dass das Publikum die Angst vor anderen, fremden Sprachen verlieren, das Verstehen ausweiten auf Geste, Mimik, Bildsprache, Tonfall, die Musikalität einer Sprache.'“

## Auszeichnungen/Nominierungen
Bieler Kulturpreis 2000
Kulturpreis des Kantons Bern 2017
Nominierung Prix Assitej 2024 (Charlotte Huldi)
Prix du bilinguisme / Preis für Zweisprachigkeit in der Kultur 2024

## Mitwirkende
Charlotte Huldi (Künstlerische Leitung / Inszenierung Adaption)
Arthur Baratta (Künstlerische Co-Leitung bis 2019 / Schauspiel)
Brigitte Andrey (Gastspielprogramm / künstlerische Mitarbeit)
Amandine Thévenon (Leitung Kommunikation, Übersetzungen)
Hélène Burri (Gastspiele, Schulen, Kooperationen)
Lisa Lysenko (Personal, Finanzen)
Lino Eden (Produktionsleitung)
Christoff Raphaël Mortagne (Schauspiel)
Clea Eden (Schauspiel / Inszenierung / Übersetzung)
Maria Kattner (Theaterpädagogik)

## Stücke (Eigenproduktionen)
1985 Chatschi-Bogu-Tumba (Theateranimationsprojekt)
1985/86 Die Reise zur Schneekönigin / La Reine des Neiges
- Der Sandmann / Le marchand de sable
1986/87 Das kleine wilde Tier / Le petite monstre
1988/89 Suspense
- Die Geschichte vom Baum/ l’Histoire de l’arbre
1990 «Time-out» Ein Theater-Musik-Stück – oder ein Stück Musik-Theater
- Sunday-Sunday
1991/92 L’histoire d’un petit oncle / Die Geschichte vom Onkelchen
1993/94 Der Walzer von dem Mann, der wenig wusste / La valse de celui qui n'en savait pas beaucoup
1995 Désordres – kein Sonntag wie jeder andere
1996 Scabin!
1998 Mein Freund der Mond / Mon amie la lune
2000 Henry V
2002/03 Nickel, der mit dem Fuchs tanzt / Nickel danse avec le renard
- Tic-Tac...Toc
2005 Garuma
2006 Business à trois
2007 Königin der Farben / La Reine des couleurs
2008 Hodder rettet die Welt / Hodder sauve le monde nach Hodder der Nachtschwärmer
2009 Flusspferde/Hippopotames
2010 Cousin Ratinet
2011 Eye of the storm
2012 Ox und Esel
2013 Ronja Räubertochter
2014 In einer Winternacht / Nuit de neige
2015 Pero oder die Geheimnisse der Nacht / Perô ou les secrets de la nuit
2016 Counting Out
2017 Die wahre Geschichte von Regen und Sturm / Goutte, Claire et la Temepête
2018 Das Mädchen, die Hexe und das Bretzeleisen / La fille, la sorcière et le fer à bricelets
2019 Sternenstaub / Poussière d'étoiles
2021 Wolf/Loup
2021 Was das Nashorn sah, als es auf die andere Seite des Zauns schaute / Ce que vit le rhinocéros, lorsqu'il regarda de l'autre côté de la clôture
2022 Die Geschichte vom Onkelchen / L'histoire d'un petit oncle
2024 Mensch ärgere dich nicht / Pion, Pète pas les plombs
2024 Hey, Hey, Hey, Taxi!